# The Other Canon Foundation
The Other Canon Foundation (français : L'autre canon économique) est un centre et un réseau pour la recherche hétérodoxe en économie .
Le nom signifie qu'il existe un autre canon économique comme alternative aux  règles de l'école néo-classique.

## Histoire
The Other Canon est fondée en 2000 par 11 cofondateurs venant d'Amérique du Nord, d'Amérique latine, d'Asie et d'Europe. 
Les fondateurs sont:
- Erik Reinert, Université de technologie de Tallinn, Estonie & The Other Canon Foundation, Norvège.
- Jürgen Backhaus, Université d'Erfurt, Allemagne.
- Leonardo Burlamaqui, Universidade Candido Mendes & Université d'État de Rio de Janeiro, Brésil.
- Ha-Joon Chang, Université de Cambridge, Angleterre.
- Michael Chu, Harvard Business School, USA.
- Wolfgang Drechsler, Université de technologie de Tallinn, Estonie.
- Peter Evans, Université de Californie à Berkeley, USA.
- Geoffrey Hodgson, Université du Hertfordshire,  Angleterre
- Jan Kregel, Nations unies, New York, USA.
- Patrick O'Brien, London School of Economics,  Angleterre
- Carlota Pérez, Université de Cambridge,  Angleterre